# اندیس گناباد
گناباد یک اندیس غیرفلزی است که در حوالی شهر گناباد استان خراسان قرار دارد و مادهٔ معدنی موجود در آن، باریت است.  